# Синенде
Синенде (фр. Sinendé) — коммуна, округ, город Бенина. Площадь 2 289 км², население 91 672 человек (2013).

## География
Коммуна расположена на крайнем севере департамента Боргу, муниципалитет Синенде занимает площадь 2 289 км², или примерно 8,85 % площади департамента и 1,99 % территории страны. Граничит на севере с коммуной Гогуну в департаменте Алибори, на юге коммуной Ндали, на востоке коммуной Бембереке и на западе коммуной Пехунко в департаменте Атакора.
Четыре округа коммуны: Фо-Буре, Секере, Сикки и Синенде.